# オールブラン
オールブラン（英: All-Bran）は、ケロッグ社が製造する麬（小麦ブラン）から作られたシリアル食品であり、胃腸の消化を助けるための食品である。機能性表示食品。

## 歴史

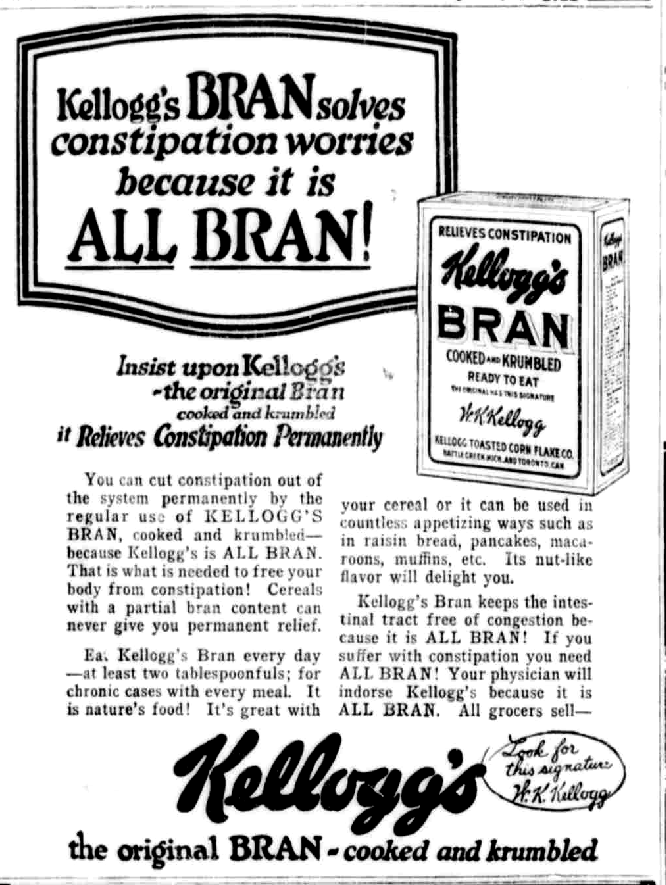
「オールブラン」の前身となる「ケロッグのブラン」の新聞広告（1922年）

1915年に発売された「ブランフレーク」の成功を受け、1916年に「オールブラン」が発売された。「オールブラン」は当時から赤と緑のパッケージで売られており、当時のほとんどのケロッグのシリアルと同様のデザインだった。米国市場で大きな成功を収めた後、ケロッグは1922年にイギリス市場に進出した。

## 成分
現在の「オールブラン」の成分は、ブラン（小麦ふすま）、砂糖、麦芽、塩であり、そこにビタミンとミネラルが添加されている。 一部の国では、化学合成されたビタミンの添加が認められている。
オールブラン1食分 (40g) で小麦ブラン由来アラビノキシラン（機能性関与成分）が4.4g摂れ、善玉菌を増やし、腸内環境を改善すると、ケロッグ社は主張している。

## 参照
1. ↑  “Kellogg's: A Historical Overview”. 2018年7月9日閲覧。
2. ↑  「オールブラン ブランリッチ」のパッケージ